# قطعنامه ۱۲۴۴ شورای امنیت
قطعنامه ۱۲۴۴ شورای امنیت سازمان ملل متحد که در تاریخ ۱۰ ژوئن ۱۹۹۹ تصویب شد، سندی بین‌المللی دربارهٔ بررسی وضعیت کوزوو است. این قطعنامه طی نشست ۴۰۱۱ام با ۱۴ رای موافق، ۰ مخالف و ۱ ممتنع تصویب شد.